# Nations Cup 2014
La Nations Cup del 2014 fue la 9.ª edición del torneo que organiza la International Rugby Board (IRB) en Rumania. En este año se hicieron presentes las selecciones de Rusia, Uruguay y Rumania además de un equipo secundario representante de la Isla de Irlanda (Emerging Ireland) quien resultara campeón con el máximo puntaje.

## Equipos participantes
- Emerging Ireland
- Selección de rugby de Rumania (Los Robles)
- Selección de rugby de Rusia (Los Osos)
- Selección de rugby de Uruguay (Los Teros)

## Posiciones
| Pos. | Equipo           | Encuentros | Encuentros | Encuentros | Encuentros | Tantos  | Tantos    | Tantos     | Puntos Bonus | Puntos Totales |
| Pos. | Equipo           | jugados    | ganados    | empatados  | perdidos   | a favor | en contra | diferencia | Puntos Bonus | Puntos Totales |
| ---- | ---------------- | ---------- | ---------- | ---------- | ---------- | ------- | --------- | ---------- | ------------ | -------------- |
| 1    | Emerging Ireland | 3          | 3          | 0          | 0          | 148     | 13        | + 135      | 3            | 15             |
| 2    | Rumania          | 3          | 2          | 0          | 1          | 64      | 65        | - 1        | 0            | 8              |
| 3    | Uruguay          | 3          | 1          | 0          | 2          | 32      | 91        | - 59       | 0            | 4              |
| 4    | Rusia            | 3          | 0          | 0          | 3          | 24      | 99        | - 75       | 2            | 2              |

Nota: Se otorgan 4 puntos al equipo que gane un partido y 2 al que empate
Puntos Bonus: 1 punto por convertir 4 tries o más en un partido y 1 al equipo que pierda por no más de 7 tantos de diferencia

## Resultados

### Primera fecha
| 13 de junio 16:00 | Emerging Ireland | 66 - 0  | Rusia | Stadionul Arcul de Triumf, Bucarest, Rumania |                        |
|                   |                  | Reporte |       | Árbitro(s): Ian Davies                       | Árbitro(s): Ian Davies |

| 13 de junio 19:00 | Rumania | 34 - 16 | Uruguay | Stadionul Arcul de Triumf, Bucarest, Rumania |                          |
|                   |         | Reporte |         | Árbitro(s): Chris Assmus                     | Árbitro(s): Chris Assmus |

### Segunda fecha
| 18 de junio 17:00 | Emerging Ireland | 51 - 3  | Uruguay | Stadionul Arcul de Triumf, Bucarest, Rumania |                           |
|                   |                  | Reporte |         | Árbitro(s): Marius Mitrea                    | Árbitro(s): Marius Mitrea |

| 18 de junio 19:00 | Rumania | 20 - 18 | Rusia | Stadionul Arcul de Triumf, Bucarest, Rumania |                          |
|                   |         | Reporte |       | Árbitro(s): Chris Assmus                     | Árbitro(s): Chris Assmus |

### Tercera fecha
| 22 de junio 16:00 | Rusia | 6 - 13  | Uruguay | Stadionul Arcul de Triumf, Bucarest, Rumania |                           |
|                   |       | Reporte |         | Árbitro(s): Marius Mitrea                    | Árbitro(s): Marius Mitrea |

| 22 de junio 19:00 | Rumania | 10 - 31 | Emerging Ireland | Stadionul Arcul de Triumf, Bucarest, Rumania |                        |
|                   |         | Reporte |                  | Árbitro(s): Ian Davies                       | Árbitro(s): Ian Davies |

| Bandera de Irlanda       |
| Campeón Emerging Ireland |
| Primer título            |